# Xoán Fórneas
Xoán Fórneas (Lugo, 15 dicembre 1993) è un attore, regista, cantante, ballerino e modello spagnolo, noto per aver interpretato il ruolo di Íñigo Cervera / Ignacio Barbosa nella soap Una vita (Acacias 38).

## Biografia
Xoán Fórneas è nato il 15 dicembre 1993 a Lugo, nella comunità della Galizia (Spagna), e oltre alla recitazione si occupa anche di regia, di canto, di danza e di teatro.

## Carriera
Xoán Fórneas dal 2011 al 2015 si è formato per quattro anni in interpretazione presso il RESAD. Nel 2012 si è formato in interpretazione presso il teatro musicale con Nacha Guevara. L'anno successivo, nel 2013, ha iniziato la sua carriera come attore nel film Viral diretto da Lucas Figueroa. Nel 2016 ha ricoperto il ruolo di Fran nella serie Fontealba.
Nel 2016 e nel 2017 è entrato a far parte del cast della miniserie Dalia, a modista. Per quest'ultima interpretazione, nel 2017, è stato nominato come Miglior attore non protagonista per il Premio Mestre Mateo. Dal 2017 al 2019 è stato scelto da TVE per interpretare il ruolo di Íñigo Cervera / Ignacio Barbosa nella soap opera in onda su La 1 Una vita (Acacias 38) e dove ha recitato insieme ad attori come Alba Brunet, Alejandra Lorenzo, Jorge Pobes, Sandra Marchena e Amparo Fernández. Nel 2020 ha recitato nelle serie nella serie La línea invisible (nel ruolo di José Antonio Pardines), in A lei de Santos (nel ruolo di Duarte) e in Xan. Nello stesso anno ha diretto insieme ad Alejandro Jato il cortometraggio Es una Estrella.
Nel 2021 ha ricoperto il ruolo di Mario nella serie 3 caminos. Nello stesso anno ha interpretato il ruolo di Manu nella miniserie Élite: Storie brevi (Élite: historias breves). Nel 2022 è entrato a far parte del cast della serie Heridas, nel ruolo di Fabio Sierra. L'anno successivo, nel 2023, ha preso parte al cast della serie Red Flags, nel ruolo di Igor.

## Vita privata
Xoán Fórneas è stato sposato per tre anni (da diciannove a ventuno anni) e si è risposato all'età di ventitré anni.

## Filmografia

### Attore

#### Cinema
- Viral, regia di Lucas Figueroa (2013)

#### Televisione
- Fontealba – serie TV (2016)
- Dalia, a modista – miniserie TV (2016-2017)
- Una vita (Acacias 38) – soap opera, 274 episodi (2017-2019)
- La línea invisible – serie TV (2020)
- A lei de Santos – serie TV (2020)
- Xan – serie TV (2020)
- 3 caminos – serie TV (2021)
- Élite: Storie brevi (Élite: historias breves) – miniserie TV, 3 episodi (2021)
- Heridas – serie TV (2022)
- Red Flags – serie TV (2023)

### Regista

#### Cortometraggi
- Es una Estrella, regia di Xoán Fórneas e Alejandro Jato (2020)

## Teatro
- Startuffe, presso il centro drammatico galiziano (2016)
- Il funambolo, diretto da Lucia Diaz-Tejeiro (2019)
- Federico A Lorca, diretto da Miguel del Arco (2019)
- Il gabbiano o i figli di., diretto da Pablo Quijano (2021)
- Tagli, diretto da Tito Asorey (2022)

## Doppiatori italiani
Nelle versioni in italiano dei suoi film e delle sue serie TV, Xoán Fórneas è stato doppiato da:
- Federico Viola[20] in Una vita[21]

## Riconoscimenti
- Premio Mestre Mateo
  - 2017: Candidato come Miglior attore non protagonista per la serie Dalia, a modista[7]